# (8991) Solidarité
Pour les articles homonymes, voir Solidarité et Solidarity.
(8991) Solidarité (nom international (8991) Solidarity) est un astéroïde de la ceinture principale.

## Description
(8991) Solidarité est un astéroïde de la ceinture principale d'astéroïdes. Il fut découvert le 6 août 1980 à La Silla par l'observatoire européen austral. Il présente une orbite caractérisée par un demi-grand axe de 2,79 UA, une excentricité de 0,18 et une inclinaison de 6,8° par rapport à l'écliptique.

## Compléments